# Oda Nobunaga
Oda Nobunaga (織田 信長, Oda Nobunaga; Nagoya, 23. lipnja 1534. – Kjoto, 21. lipnja 1582.) japanski je vladar.
Oda Nobunaga bio je jedan od najvećih vladara (Daimyo) u Sengoku eri (sengoku jidai 1467. – 1568.) u Japanu. Slomio je političku moć budista koji su u to vrijeme bili više ratnici, a ne svećenici. Uz revolucionarnu politiku, uništenje tadašnjeg autoriteta i korištenje, tada za Japan modernoga, oružja, uspio je ujediniti veći dio Japana, prije nego što je u Kjotu zbog ustanka (honnouji no hen) svog generala Akećija Micuhidea (Akechi Mitsuhide), okružen od "neprijatelja" počinio ritualno samoubojstvo (seppuku).

## Od rođenja do ujedinjenja Ovari provincije, 1534. do 1560.
Oda Nobunaga rođen je 23. lipnja 1534. u utvrdi Nagoja, kao drugo dijete vladara Ovari (Owari) provincije (danas Aići, Aichi), Oda Nobuhide. Njegovo ime u djetinjstvu bilo je Kipóši. Odmah poslije rođenja proglašen je vladarom utvrde i odgojen je od učitelja imenom Hirate Masahide, za razliku od svog mlađeg brata Nobujukija (Noboyuki) kojeg je odgojila majka. Njegova inicijacija (prijelaz iz djeteta u muškarca) bila je 1546. Od tada se zvao Kazusanosuke Nobunaga. 1548. oženio je kćer Saita Dosana, zvanu Nouhime. Njen otac je bio vladar provincije Mino (danas Gifu). To je bilo političko vjenčanje.
Smrt njegovog oca Nobuhide 1551., izazvala je svađu između Nobunage i njegovoga brata Nobujukija za prava vođe njihovog klana. Nobunaga je pobijedio i naslijedio očeva prava. Pobijedio (?), digao je ustanak protiv njega. Njegov kancelar Hirate Masahide, 1553. počinio je seppuku da bi opomenuo Nobunagu na njegovo djelo. Nobunagin nadimak je bio "praznoglavi" (utsuke ili utsukemono) zbog njegove odjeće, koja od ljudi tada nije bila prihvaćena. Iste se godine prvi put sastao sa svojim puncem Saitom Dosanom.
1555. osvojio je utvrdu Kijosu, važna stratešku točku u provinciji Ovari radi trgovine. Njegov punac Saito Dosan je 1556., ubijen od svoga sina, Saitoa Jošitacua (Saito Yoshitatsu). Nobunaga je 1559. posjetio Kjoto s 500 pratioca i dobio je audienciju kod 13. Muromaci šoguna, Ašikage Jošiterua (Ashikaga Yoshiteru). Iste je godine provincija Ovari ujedinjena od Nobunage.

## Od Okehazame do pada Šogunata Ašikaga, 1560. do 1571.
1560. došlo je do bitke kod Okehacame (okehazama no tatakai). S gotovo 2000 vojnika pobijedio je Imagavu Jošimotoa (Imagawu Yoshimoto), jednog od generala u provincijama Mikava (Mikawa, danas istocni dio Aićia), Totoumi (danas zapadni dio Šicuoke, Shizuoka) i Suruga (danas istočni dio Šicuoke), koji je u provinciju Ovari upao s 25.000 vojnika. 1561. umro je njegov šurjak Saito Jošitacu. Nobunaga je tada počeo osvajati zapadni dio provincije Mino. 1562. zaključio je takozvani "Kijosu savez" s Macudairom Motojasuom (Matsudaira Motoyasu, kasnije Tokugava Iejasu, Tokugawa Iyeasu, osnivač Tokugava ili Edo šogunata), generalom iz provincije Mikava. 1564. osvojio je i istočni dio provincije Mino. Šogun Ašikaga Jošiteru ubijen je 1565. 1567. osvojio je čitavu provinciju Mino. Iste se godine udala njegova sestra Ići (Ichi). Tim se vjenčanjem njegova obitelj povezala s generalom Acajem Nagamasaom (Azai Nagamasao), koji je vladao provincijom Omi (danas Šiga). Njegov prvi sin Nobutada oženio je jednu od kćeri Takeda obitelji, koja je tada vladala provincijama Kai (danas Jamanaši, Yamanashi) i Šinano (danas Nagano). 
Zamoljen od Ašikage Jošiakija, koji je bio 15. i posljednji šogun Ašikaga šogunata, 1568. osvojio je Kjoto i pet drugih provincija u Kinki području. Portugalski je misionar Luis Frois 1569. dobio audienciju kod Nobunage i dozvolu da može ostati u Kjotu. Iste je godine Nobunaga osvojio provinciju Ise (danas Mie). 1570. Nobunaga je zatražio od Ašikage Jošiakia da odustane od nekih prava koje je kao šogun imao i pozvao je vladare (generale) provincija da se sastanu u Kjotu. Počeo je s osvajanjem provincije Vakasa (Wakasa, danas zapadni dio provincije Fukui), kojom je tada Asakura Jošikage (koji je odbio njegov zahtjev) vladao. To je izazvalo konflikt s Acajem Nagamasom (koji je bio oženjen s Nobunaginom sestrom), jer je obitelj Acai s obitelji Asakura već dugotrajno bila u savezu. U bitci kod Anegave (Anegawa no tatakai) Nobunaga je uz pomoć Tokugave Ijeasua uspieo razbiti taj pakt.
Budistička Ikko sekta (na japanskom Ikkóshu-) počela se dizati protiv Nobunage. U to je vrijeme budizam imao jaku političku moć u Japanu. Na početku se Ikko sekta htjela ujediniti s Nobunagom, jer su ga gledali kao vladara nad Kjotom. Nobunaga je bio budist, ali je napravio granicu između religije i države. Zato je dozvolio širenje kršćanstva i pustio obje strane, znači i budiste i kršćane da rješavaju razmirice kako bi postigao na svoj cilj. Nobunaga nije bio sam u mišljenju da kršćani u tim debatama uvijek pobjeđuju. Zbog toga je budizam izgubio povjerenje vlade i naroda što je vodilo tome da izgube i političku moć u Japanu. 1571. došlo je do bitke između Nobunage i budista, u kojoj je Nobutada (Nobunagin sin) opkolio i spalio Enriakuđi. U toj je bitci ubijeno (spaljeno) 3000 budističkih svećenika, žena i djece.
1572. došlo je do invazije sjevernog dijela provincije Omi. Prva bitka Nobutade. Takeda Šingen maršira u provinciju Totoumi. U bitki kod Mikatagahare, Takeda Šingen pobjeđuje Tokugavu Iejasua. Takeda Šingen umire 1573. Iste godine dogodila se buna šoguna Ašikage Yošiakija koja ne uspijeva i Nobunaga ga zato protjerava iz Kjota. S tim pada i Ašikaga šogunat. S padom šogunata počinje takozvana era Acući Momojama (na japanskom Azuchi-Momoyama jidai). Nobunaga poražava obitelji Acai i Asakura potpuno.